# Abadia de Santa Maria
A Abadia de Santa Maria ficava no norte de York no condado de North Yorkshire, em um local onde hoje ficam os Jardins do Museu de York e o Museu de Yorkshire e outros edifícios históricos. A abadia fica de frente para a Catedral de York. É uma abadia beneditina.

## História
A abadia foi originalmente fundada em 1055 em dedicação a Santo Olavo. Foi refundada em 1088 por Stephen Abbot e um grupo de monges da cidade de Whitby por ordem do magnata anglo-bretão Alan Rufus, que lançou a primeira pedra da igreja normanda naquele ano. A cerimônia de fundação contou com a presença do bispo Odo de Bayeux e Thomas Arcebispo de Bayeux.